# 4749 Ledzeppelin
4749 Ledzeppelin è un asteroide della fascia principale. Scoperto nel 1989, presenta un'orbita caratterizzata da un semiasse maggiore pari a 3,0069085 UA e da un'eccentricità di 0,1054336, inclinata di 10,75511° rispetto all'eclittica.